# Maurice (empereur)
Vous lisez un « bon article » labellisé en 2022.
Pour les articles homonymes, voir Maurice.
Maurice (latin : Flavius Mauricius Tiberius Augustus, grec : Φλάβιος Μαυρίκιος Τιβέριος Αὔγουστος) (539-27 novembre 602) est un empereur romain d'Orient ou empereur byzantin de 582 à 602.
Si ses origines et les premiers temps de son existence demeurent mal connus, Maurice s'impose comme l'un des principaux généraux de l'Empire sous le règne de Tibère II Constantin (578-582), dont il a été un des proches avant son arrivée au pouvoir. Il combat notamment les Sassanides lors de plusieurs campagnes et finit par être l'héritier désigné, accédant au pouvoir en 582. Son règne, principalement connu par l'œuvre de Théophylacte Simocatta, voit l'Empire combattre sur deux fronts. D'abord, il remporte un succès éclatant contre les Sassanides, puisqu'il finit par prendre le parti du souverain Khosro II contre un usurpateur et peut ensuite conclure une paix avantageuse pour l'Empire, assurant des gains territoriaux notables en Orient, sur une grande partie de l'Arménie. Une fois la frontière orientale stabilisée, Maurice s'efforce de rétablir la solidité du limes danubien face aux incursions des Slaves et des Avars. Par une stratégie agressive, consistant à porter la guerre en territoire ennemi, il semble en passe de réaffirmer la souveraineté byzantine dans les Balkans. Cependant, l'armée, fatiguée de ces campagnes incessantes, confrontée à des effectifs en baisse et à des soldes irrégulièrement payées, symboles des difficultés financières de l'Empire, finit par se révolter et par renverser Maurice qui est exécuté sur l'ordre de l'usurpateur Phocas, son successeur qui le renverse par la force.
Si la politique extérieure de Maurice est bien connue, ses accomplissements intérieurs sont moins bien appréhendés. Il réforme l'Empire, notamment ses provinces avec la fondation des exarchats de Ravenne et de Carthage et se distingue par son souhait de rétablir les finances de l'Empire, alors fragiles du fait d'un contexte économique et démographique défavorable ainsi que de coûteuses opérations militaires de défense des frontières. Ces efforts expliquent son impopularité grandissante parmi la population et l'armée. En dépit des difficultés de cette fin de règne, qui sont aussi celles d'un monde romain oriental à l'aube de transformations profondes et de défis d'envergure, Maurice a laissé le souvenir d'un empereur capable, désireux de stabiliser son Empire. Il a aussi associé son nom à un manuel de stratégie militaire, le Strategikon, parmi les plus célèbres de l'histoire militaire. Néanmoins, premier empereur à être renversé et exécuté dans l'histoire byzantine, son échec final demeure un élément marquant de son règne.

## Sources
Un nombre relativement important de chroniques relatent les événements du règne de Maurice, avec une nette préférence pour la description des guerres extérieures, aux dépens des événements de politique intérieure. La connaissance de cet empereur dépend avant tout du récit de Théophylacte Simocatta, qui s'approche d'un biographe et qui écrit sous le règne d'Héraclius, lequel pourrait bien être le commanditaire de ce travail. Sa chronique met l'accent sur les guerres de Maurice et est parfois considérée comme la dernière œuvre relevant de la tradition historique de l'Antiquité, comme épigone des récits de Thucydide, Hérodote ou Xénophon, avant le début d'une période pauvre en écrits historiques dans le monde byzantin. Si son style est souvent ampoulé et l'historicité de son récit parfois peu fiable, Théophylacte Simocatta reste incontournable. Évagre le Scholastique est un autre chroniqueur majeur mais son texte s'arrête à l'année 594. Il est favorable à Maurice, dont il vante la clémence à plusieurs reprises. De même, l’Histoire ecclésiastique de Jean d'Éphèse s'interrompt en 585 mais fournit des renseignements intéressants sur le contexte général de l'Empire et les premières années de Maurice comme empereur, qu'il présente lui aussi sous un jour favorable. Il défend notamment sa sobriété, devenue nécessaire au regard de l'état du trésor impérial. Jean de Nikiou, qui écrit plusieurs décennies après, a livré des éléments intéressants sur des événements du règne de Maurice, bien que sa confession copte implique une certaine hostilité à l'égard des autorités byzantines, soupçonnées de vouloir imposer le dogme chalcédonien. Il blâme notamment Maurice pour « son amour de l'argent » et écrit : « Tous les Romains détestaient Maurice en raison des calamités qui arrivaient sous son règne ». Par ailleurs, le Stratégikon de Maurice, régulièrement attribué à l'empereur, constitue une source de valeur qui éclaire le contexte militaire du tournant de l'année 600. En revanche, presque aucun texte juridique ou administratif de l'époque n'a survécu. Le pape Grégoire le Grand, contemporain de Maurice, a rédigé plusieurs lettres qui nous sont parvenues et qui concernent, directement ou non, l'empereur Maurice avec lequel les relations sont complexes et parfois tendues. Parmi les chroniques postérieures, celle de Théophane le Confesseur est particulièrement utile, ainsi que celle de Georges le Moine et celle de Léon le Grammairien, qui s'appuient parfois sur des textes qui ont disparu depuis.

## Contexte: un Empire fragile

L'Empire byzantin, étendu des conquêtes de Justinien en blond, qui laisse à ses successeurs la lourde tâche de défendre des frontières parfois fragiles.

À la mort de Justinien, l'Empire d'Orient est dans une situation paradoxale. Il vient de connaître une phase d'expansion importante, concrétisée par des reconquêtes territoriales de grande ampleur mais les dernières années du règne de Justinien sont le témoin d'événements aux conséquences funestes. Le déclenchement de la peste justinienne à partir des années 540 provoque une chute démographique notable, tandis que les grands équilibres de l'Empire d'Orient sont fragilisés par des années plus froides que d'habitude et des catastrophes naturelles diverses, dont des séismes. De ce fait, alors même que les frontières à défendre se sont accrues, incluant notamment l'Italie dévastée par la guerre des Goths, les effectifs de l'armée baissent notablement, de même que les rentrées fiscales. Les successeurs de Justinien sont donc contraints de trouver des expédients pour parer aux défis qui se présentent à eux, notamment les menaces extérieures représentées par les Lombards, les Slaves, les Avars et les Sassanides. Pour autant, les ressources paraissent toujours plus limitées, surtout quand Tibère II Constantin se risque à une politique de prodigalités qui fragilisent le trésor impérial. En outre, les tensions religieuses entre les différentes branches du christianisme fragilisent aussi l'édifice impérial. Au-delà, l'Empire byzantin de la fin du VIe siècle suit les mutations progressives de l'Antiquité tardive, phase de transition de l'Antiquité gréco-romaine classique vers le monde médiéval,.

## Origines et ascension
Maurice est né à Arabissos en Cappadoce en 539, même si, administrativement, la cité est du ressort de la province d'Arménie III depuis le IVe siècle. C'est l'un des premiers empereurs romain d'Orient avec Zénon à être originaire de la partie asiatique de l'Empire. Il est le fils d'un dénommé Paul et a un frère, Pierre et deux sœurs, Théoctiste et Gordia, qui est la femme du général Philippicus. À la différence des empereurs depuis Anastase Ier, il semble avoir eu le grec comme langue maternelle. Cependant, alors que la plupart des sources concordent pour dire qu'il est grec cappadocien, Evagre le Scolastique affirme qu'il est d'origine romaine, tandis que des historiens modernes comme Nicolas Adontz ou Peter Charanis plaident pour une racine arménienne sur la base de récits tardifs qui semblent peu dignes de foi. L'affirmation d'Evagre vise-t-elle à compenser la modestie de l'ascendance familiale de Maurice ? C'est ce qu'un historien comme Ernst Stein a supposé, même si d'autres sources laissent supposer une origine occidentale pour Maurice, voire une lointaine parenté avec Marcien. Néanmoins, il peut être rangé dans la catégorie des homo novus, issu semble-t-il d'une modeste famille de fonctionnaires locaux. Les descriptions lui sont généralement favorables. Évagre le décrit comme constant et loue son mode de vie sans excès. Plus largement, l'empereur est souvent qualifié de pieux, miséricordieux et humble, ce qui vient probablement partiellement de la propagande impériale. Il est aussi reconnu comme un amateur d'art et de littérature, passant certaines de ses soirées à lire de la poésie ou des ouvrages d'histoire. La titulature impériale complète, connue d'une missive à Childebert II est la suivante : Imperator Caesar Flavius Mauricius Tiberius fidelis in Christo mansuetus maximus beneficus pacificus Alamannicus Gothicus [Francicus Germanicus] Anticus Alanicus Vandalicus Erulicus Gepidicus Afric[an]us pius felix inclitus victor ac triumfator semper Augustus soit « Empereur César Flavius Mauricius Tiberius, croyant dans le Christ, magnanime, majestueux, généreux, pacifique, vainqueur des Alamans, des Goths, des Antes, des Alains, des Vandales, des Hérules, des Gépides, pieux, heureux, renommé, victorieux et triomphant, toujours Auguste ».
Maurice vient à Constantinople dans les années 570, où il sert comme secrétaire du commandant des Excubites, le futur empereur Tibère II Constantin. Selon Jean d'Éphèse, Maurice arrive dans l'armée après un début de carrière dans l'administration civile. Les circonstances de la rencontre entre Maurice et Tibère sont méconnues mais elle est probablement intervenue avant 574. Quand Tibère devient césar en 574, Maurice lui succède à son poste, l'un des plus importants de l'Empire puisqu'il s'agit du commandant de la garde impériale, ce qui garantit à son titulaire une proximité très grande avec le pouvoir. Plusieurs empereurs ont déjà servi dans cette garde, à l'image de Justin Ier ou Justinien.

## L'ascension vers le trône impérial: Maurice général
À la fin de l'année 577, il est nommé comme maître des milices (magister militum) pour l'Orient, alors qu'il n'a pas de réelle expérience du commandement militaire. Il succède au général Justinien dans la guerre qui oppose l'Empire aux Sassanides,. C'est à cette occasion qu'il devient patrice, la dignité la plus élevée de la hiérarchie impériale, ainsi que le titre de comte des Fédérés,. Il commence par renforcer son armée par des recrutements locaux dans les régions de Cappadoce, d'Anzitène et de Syrie, avant de se positionner à Citharizon, sur la frontière. Il a aussi pour mission de rétablir une discipline parfois chancelante sur ce front mais si Paul Goubert affirme qu'il y est parvenu, Walter Emil Kaegi estime que rien ne permet d'en être sûr. En 578, la trêve entre Byzantins et Sassanides expire en Mésopotamie, qui devient le principal théâtre du conflit. Après des raids perses dans la région, Maurice lance des contre-attaques sur les deux rives du Tigre et s'empare de la forteresse d'Aphumon avant de mettre à sac Singara. En 579, l'empereur Khosro Ier veut négocier la paix mais meurt avant d'y parvenir et son successeur, Hormizd IV, reprend les hostilités. En 580, les Ghassanides, un peuple allié de l'Empire, remporte une victoire sur les Lakhmides, qui sont des auxiliaires des Sassanides. Dans le même temps, les Byzantins lancent un raid en profondeur à l'est du Tigre, tandis qu'Hormizd nomme le futur Khosro II à la tête des opérations en Arménie, où il s'assure l'allégeance des princes locaux. Seule l'Ibérie reste loyale aux Byzantins.

Carte de la frontière byzantino-perse aux temps de Maurice. Celle de 591 consacre d'importants gains territoriaux pour les Byzantins.

L'année suivante, Maurice prend la tête d'une expédition d'ampleur et, avec l'aide des Ghassanides, il vise Ctésiphon, la capitale des Sassanides. Son armée longe l'Euphrate, accompagnée d'une flotte importante. Elle s'empare d'abord de la forteresse d'Anatha et se dirige ensuite sur la région de Beth Aramaye, dans la Mésopotamie centrale. Ctésiphon est alors toute proche mais le pont sur l'Euphrate a été détruit par les Sassanides. Ces derniers réagissent surtout par l'envoi du général Adarmahan au nord de la Mésopotamie, pour perturber les lignes de ravitaillement byzantines. Rapidement, le commandant perse pille l'Osroène et s'empare d'Édesse, avant de menacer Callinicum. Maurice est alors contraint de battre en retraite. Son armée est fatiguée et le chef des Ghassanides, Al-Mundhir III ibn al-Harith, lui reproche l'échec de la campagne. Malgré tout, Maurice parvient à battre Adarmahan.
La victoire n'efface pas pour autant l'hostilité réciproque de Maurice et al-Mundhir. Maurice l'accuse de trahison et d'avoir dévoilé ses plans aux Sassanides, qui ont alors décidé de détruire le pont sur l'Euphrate. Selon Jean d'Éphèse, il s'agit là d'un mensonge car les généraux sassanides n'ont probablement eu aucun mal à deviner les intentions de Maurice. Celui-ci, tout comme al-Mundhir, en réfèrent directement à l'empereur Tibère, qui tente de les réconcilier. Maurice finit par se rendre à Constantinople pour persuader l'empereur de la culpabilité du chef ghassanide. Les historiens modernes estiment unanimement que celui-ci n'est aucunement coupable de trahison mais qu'il souffre de l'hostilité de Maurice, peut-être par jalousie pour ses succès passés. En outre, les Byzantins se méfient parfois de leur allié ghassanide, d'autant qu'al-Mundhir est un tenant du monophysisme, une branche du christianisme rejetée par les autorités de Constantinople. Dans tous les cas, l'empereur fait arrêter al-Mundhir l'année suivante, ce qui déclenche une guerre entre l'Empire et le royaume des Ghassanides, lequel commence un lent déclin. Pour l'historien Irfan Shahîd, cet événement est un tournant des relations byzantino-arabes vers une dégradation progressive, avec un impact possible sur l'incapacité byzantine à conserver le soutien de certaines tribus arabes au moment des invasions musulmanes à venir,.

## Le règne

### L'accession au trône

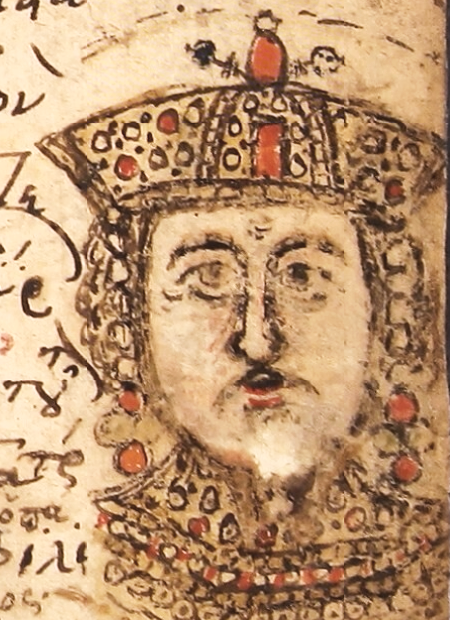
Portrait de l'empereur Maurice, certainement fantaisiste, figurant dans le mutinensis gr. 122, manuscrit composé au XV.

En juin 582, Maurice finit par remporter une victoire décisive contre Adarmahan près de Constantine d'Osroène. Le général sassanide échappe de justesse à la capture et son adjoint, Tamkhosrau, est tué. À Constantinople, Tibère II Constantin tombe gravement malade. Maurice devient alors l'un des deux prétendants au trône puisqu'il est fiancé à Constantina, l'une des filles de Tibère, tandis que Germanus est l'autre candidat. Parent du glorieux Justinien, il est marié à Charito, une autre fille de Tibère. Ce dernier pourrait avoir eu pour ambition de diviser l'Empire en deux après sa mort, avec Maurice recevant les provinces d'Orient et Germanus celles d'Occident. Selon Jean de Nikiou cependant, Germanus est le favori de Tibère et c'est l'humilité qui l'aurait fait renoncer au trône, une version probablement romancée et qui pourrait masquer des rivalités palatines dont Maurice serait sorti vainqueur. Pour Grégoire de Tours, c'est l'avis de l'impératrice douairière Sophie qui fait pencher la balance en faveur de Maurice mais là encore, cette version est largement hypothétique. Quoi qu'il en soit, le 13 août, l'empereur est sur son lit de mort et les dignitaires de l'Empire attendent sa décision finale. Il est trop faible pour la lire, c'est le questeur du palais sacré qui la lit pour lui et déclare Maurice seul successeur. Déjà césar depuis le 5 août, il est élevé au rang d'Auguste. Le lendemain, Tibère meurt. Désormais empereur, Maurice épouse Constantina au cours de l'automne.

### L'alliance décisive avec Khosro II

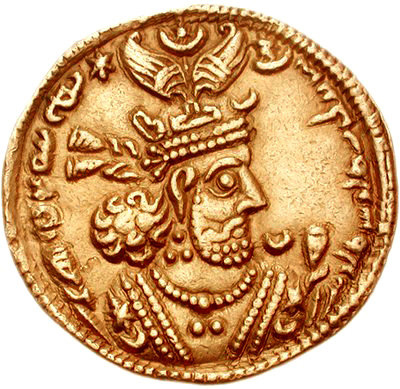
Pièce d'or à l'effigie de Khosro II.

Immédiatement après avoir pris le pouvoir, Maurice voit les bénéfices tirés de sa victoire à Constantine s'évanouir avec la défaite de Jean Mystacon, le nouveau magister militum d'Orient, sur la rivière Nymphios face à Kardarigan. De plus en plus, la discipline semble s'étioler parmi les soldats puisque le Philippicus, qui remplace Mystakon, fait face à plusieurs manifestations de mécontentement. Par ailleurs, l'empereur s'aperçoit vite de la situation difficile de son empire, affaibli par des difficultés financières de plus en plus lourdes. La guerre avec les Sassanides coûte cher et, en Occident, il doit payer un tribut particulièrement dispendieux aux Avars (80 000 solidus d'or par an) pour prévenir toute offensive, ce qui n'empêche pas les Slaves de razzier régulièrement les Balkans. ll doit aussi régler le conflit latent avec les Ghassanides, désormais conduits par Al-Nu'man VI ibn al-Mundhir, fils d'Al-Mundhir qui a lancé des raids contre l'Empire. Une entrevue intervient à Constantinople mais, à nouveau, le chef ghassanide est arrêté et condamné à mort, une peine finalement commuée en assignation à résidence, tandis qu'Al-Mundhir III est envoyé en Sicile,.
Maurice poursuit la guerre contre les Sassanides et parvient à les battre à la bataille de Solachon en 586, mais l'arrivée de renforts ennemis contraignent les Byzantins à se replier. Surtout, deux ans après, les troupes se mutinent contre Priscus, leur nouveau général, qui a annoncé une réduction d'un quart du montant des soldes. Ce problème financier devient récurrent et témoigne des limites financières de l'Empire. Les Sassanides saisissent cette occasion pour attaquer, sans parvenir à obtenir de succès car les mutins s'opposent à eux et remportent une grande victoire à Martyropolis, sous la conduite de Germanus. Le général sassanide Maruzas est tué et plusieurs commandants sont capturés, ainsi que 3 000 prisonniers tandis qu'un millier de survivants se réfugient à Nisibis. Les Byzantins saisissent un important butin, dont plusieurs insignes perses, qu'ils envoient à Maurice avec la tête de Maruzas. La situation s'aggrave encore pour les Sassanides quand deux Parthes, Vistahm et Vinduyih, renversent Hormizd IV et proclament Khosro II comme nouveau roi. Néanmoins, le général perse Bahram, qui s'est déjà rebellé contre Hormizd, parvient à défaire Khosro et à s'emparer de son trône. Khosro s'enfuit alors en territoire byzantin, à Circesium. En dépit de l'avis contraire du Sénat, Maurice lui envoie une ambassade, comprenant notamment Domitien de Mélitène ou le patriarche Grégoire Ier d'Antioche, pour conclure une alliance. En échange de la promesse d'une paix avantageuse, Khosro déploie une armée de 35 000 hommes. En 591, cette force combinée, dirigée côté byzantin par Jean Mystacon et Narsès, vainc les forces de Bahram à la bataille de Blarathon. Khosro peut reprendre son trône et conclure la paix avec Maurice, devenu son allié. Cette manœuvre diplomatique met en lumière la relation particulière entre les deux Empires, rivaux mais qui se considèrent aussi sur un pied d'égalité, ce qui permet parfois l'établissement d'ententes entre deux souverains.
L'alliance scellée entre Maurice et Khosro est symboliquement forte car le souverain perse est adopté par l'empereur byzantin au travers de l’adoptio per arma. En dépit de la nature chrétienne de ce rite, les Byzantins ne parviennent pas à obtenir la conversion de Khosro. Néanmoins, lors du traité de paix signé entre les deux empires en 591, les Sassanides cèdent l'Arménie perse jusqu'au lac de Van, une cession qui comprend les importantes cités de Martyropolis, Tigranakert, Mantzikert, Ani et Erevan, ainsi qu'une partie de l'Ibérie. C'est alors l'une des extensions les plus orientales de l'histoire romaine. Surtout, la paix permet à Maurice de déployer des troupes importantes sur d'autres fronts. En effet, le théâtre militaire byzantino-sassanide absorbe régulièrement le gros des troupes romaines au détriment d'autres régions. Seuls quelques soulèvements sporadiques de la part des Arméniens sont relevés dans les années 590, en particulier autour de 595 quand le général Héraclius l'Ancien réprime une révolte. La politique d'implantation souvent forcée de colons arméniens dans les Balkans contribue à expliquer la résistance auxquels font face les Byzantins dans leurs possessions les plus orientales,. Avec les Sassanides, seul un incident frontalier à propos des tribus arabes situées entre les deux empires semble avoir envenimé les relations, sans pour autant que Khosro en tire prétexte pour déclarer la guerre aux Byzantins, alors que plusieurs ambassades sont envoyées par chacune des cours impériales jusqu'en 602.

### Politique balkanique
Sous Maurice, les Balkans sont de plus en plus exposés aux assauts des Avars et des Slaves. L'Empire d'Orient est alors confronté à un défi particulièrement difficile à résoudre : celui d'intervenir sur plusieurs fronts différents (en Orient, dans les Balkans et en Occident), sachant que le seul théâtre oriental absorbe l'essentiel des troupes militaires, ne serait-ce que pour contenir la poussée des Sassanides. Ce constat suffit à expliquer les choix de Maurice, d'abord de défendre tant bien que mal une province fragile, ensuite de contre-attaquer massivement une fois des troupes disponibles,. Si Théophylacte Simocatta a largement décrit les opérations balkaniques, sa chronologie demeure confuse et il est encore difficile de dater avec exactitude les différents événements.

#### Lutte contre les Avars et les Slaves

Les Balkans à la fin du VI.

Le succès remporté contre les Sassanides permet à Maurice de rediriger ses efforts dans les Balkans, une région souvent délaissée par les empereurs byzantins pour le front sassanide et dont la situation est de plus en plus chaotique,. En effet, en 568, les Avars s'installent dans les Carpathes et commencent à menacer les possessions byzantines. C'est le début des guerres byzantino-avares. Les Avars attaquent d'abord Sirmium mais ils sont repoussés, avant d'envoyer 10 000 Koutrigoures ravager la Dalmatie. Par la suite, les Byzantins achètent la paix au prix d'un tribut annuel de 80 000 solidus en or. En 579, Tibère II interrompt le paiement à la suite de l'épuisement du trésor public. Les Avars réagissent et assiègent Sirmium, qui tombe vers 581. Ils demandent alors 100 000 solidus par an et essuient un refus. Grâce à la prise de Sirmium, ils disposent d'une base solide pour lancer des attaques contre les différentes positions impériales le long du Danube et pillent le nord et l'est des Balkans. Dans le même temps, les Slaves, qui accompagnent souvent les raids des Avars, commencent à s'installer dans la péninsule. A la différence des Avars, sous un pouvoir centralisé, les Slaves forment un ensemble hétéroclite de groupes plus ou moins importants, qui constituent peu à peu des sklavinies. En 584, ils prennent Singidunum (Belgrade) et, l'année suivante, s'approchent de Constantinople. S'ils sont repoussés par Comentiolus, ils assiègent Thessalonique en 586, avançant parfois jusqu'au Péloponnèse,. En 587, Comentiolus échoue dans ses opérations contre les Avars et Maurice doit faire appel à Jean Mystacon, alors général en Orient, pour intervenir et défendre Andrinople, confirmant la difficulté des Byzantins à mener avec succès une guerre sur deux fronts. Maurice ne peut que procéder par expédients, tentant parfois des transferts de troupes ou d'officiers d'un théâtre à l'autre. En 588, Priscus prend la tête des armées balkaniques après avoir échoué à calmer la mutinerie en Orient. Il est rapidement assiégé à Tzurulon par les Avars, qui se retirent contre un important tribut. Comme souvent, c'est par l'or que les Byzantins parviennent à préserver la frontière dans les Balkans.
En 591, Maurice peut enfin lancer la contre-offensive. Plusieurs campagnes sont menées contre les envahisseurs et, en 592, Singidunum est reprise. Priscus, qui est à la tête des opérations, remporte une victoire contre une coalition de Slaves, d'Avars et de Gépides en 593, avant de franchir le Danube pour attaquer les Avars sur leur propre territoire. Néanmoins, Priscus refuse d'hiverner au nord du fleuve comme le demande l'empereur, du fait des protestations parmi ses soldats. Maurice réagit et le remplace par son frère Pierre, dont l'expérience militaire est réduite. Malgré quelques difficultés, il parvient à remporter un succès dans l'actuelle Valachie. En 595, Priscus est rappelé pour suppléer aux insuffisances de Pierre et, placé à la tête d'une force au sud du Danube, remporte une victoire contre les Avars, qui réduisent la portée de leurs raids à la seule Dalmatie. Finalement, une trêve est conclue jusqu'en 598. À cette date, les hostilités reprennent violemment puisque les Avars assiègent d'abord Priscus avant de vaincre une armée dirigée par Comentiolus et de s'avancer jusqu'à Arcadiopolis. Maurice est obligé de mobiliser des hommes dans la capitale pour assurer la défense des Longs Murs d'Anastase mais un accord est conclu et les Avars se retirent. Pour autant, des doutes émergent sur la défaite byzantine. Comentiolus est soupçonné de l'avoir provoquée pour punir l'indiscipline de ses troupes, peut-être avec l'assentiment de Maurice. Si rien n'est certain, l'empereur refuse de payer la rançon pour libérer les milliers de prisonniers, qui sont exécutés. Ces coups d'arrêt ne contrecarrent pas la stratégie globale de l'empereur. En 599 et 601, les Byzantins causent d'importants dommages aux Avars et aux Gépides et, en 602, les Slaves sont lourdement vaincus en Valachie,. Grâce à cette stratégie agressive, consistant à mener le combat au-delà des frontières de l'Empire, Maurice apparaît en mesure de reprendre le contrôle de la ligne du Danube et de renforcer la mainmise impériale sur la péninsule balkanique. Il commence notamment à y installer des colons arméniens, qui occupent une place de plus en plus grande dans l'appareil militaire byzantin et envisage de soumettre les Avars.

#### Soulèvement de l'armée du Danube et chute

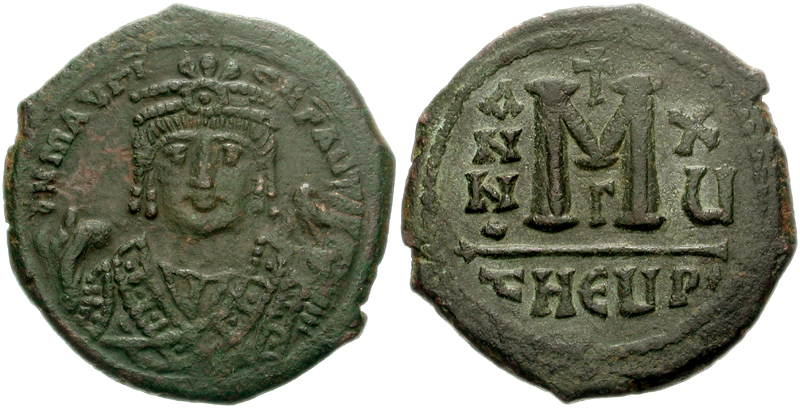
Follis de Maurice en tenue consulaire.

Alors que Maurice semble en passe de réussir à stabiliser la situation dans les Balkans, le mécontentement monte dans les rangs des soldats. Depuis la mort de Justinien, les empereurs peinent à maintenir des effectifs suffisants pour les guerres qu'ils doivent mener et sont souvent contraints de réduire la paie, du fait des difficultés financières récurrentes. L'impact démographique des vagues récurrentes de la peste justinienne contribuent aussi fortement à contraindre la politique impériale. Les pertes causées par la maladie compliquent le recrutement et réduisent les rentrées fiscales, fragilisant gravement l'Empire. Ces événements contribuent à entretenir une défiance accrue des troupes envers le pouvoir impérial. À quelques reprises, notamment en 593, des mouvements de protestation se sont élevés, en particulier contre les ordres d'hiverner en territoire ennemi, d'autant que les campagnes balkaniques offrent peu de perspectives de butin,. Walter Emil Kaegi cite notamment un texte édicté par Justinien, qui prévoit comme sanction pour des officiers n'ayant pas respecté certaines règles l'affectation le long du Danube, ce qui prouve le peu d'attrait de la région. Malgré tout, en 602, Maurice répète l'ordre d'hiverner pour l'armée dirigée par son frère. Dans quelle mesure Maurice est-il alors au courant du courant de désobéissance qui couve dans l'armée ? Il n'a plus commandé sur le terrain depuis de nombreuses années, même s'il a envisagé de se porter à la tête de ses troupes en 592, avant d'y renoncer devant l'insistance de son entourage. Il pourrait avoir sous-estimé le mécontentement ambiant et les risques d'un soulèvement généralisé. Or, cette fois encore, les soldats protestent mais Pierre, à la différence de Priscus quelques années plus tôt, refuse de céder. La situation commence à dégénérer, d'autant que l'empereur demande aux hommes de vivre sur le pays pour éviter d'avoir à les ravitailler. Bientôt, la protestation tourne à la rébellion. Un centurion du nom de Phocas est proclamé empereur par les troupes et Pierre s'enfuit pour Constantinople, où la situation est fragile. Maurice vient en effet de connaître l'hiver 601-602 marqué par une famine et des émeutes urbaines lors desquelles il est taxé de marcionisme, un courant du christianisme hostile à la charité,.
Face à l'avancée de l'armée des Balkans sur Constantinople, Maurice compte ses quelques soutiens. Il tente de mobiliser les factions des Verts et des Bleus à qui il confie la défense des murailles, organise des courses de chars, mais se heurte à son impopularité. Un compromis est cherché et les factieux proposent d'élever sur le trône Théodose, qui refuse, puis Germanus mais Maurice s'y oppose. Il tente même de faire arrêter Germanus, alors que ce dernier a trouvé refuge dans une église. Bientôt, ce sont de véritables émeutes qui embrasent la cité, brûlant la propriété de Constantin Lardys, le préfet du prétoire d'Orient,. Les Verts se sont déjà retournés contre l'empereur, rejoignant les émeutiers. Abandonné de toutes parts, Maurice quitte la capitale le 22 novembre pour l'Asie Mineure, apparemment vêtu comme les gens du commun. Il se réfugie à Nicomédie et envoie Théodose mander l'aide de Khosro face à l'usurpateur, comme lui l'a aidé dix ans plus tôt face à Bahram. Néanmoins, il est déjà trop tard. Phocas a pris le pouvoir et arrête rapidement Maurice et ses partisans, tandis que Théodose a vraisemblablement été rappelé par son père quelques jours avant et n'a jamais atteint l'Empire sassanide, même si des rumeurs attestent parfois de sa présence en Orient. Le nouvel empereur Phocas est le premier à s'imposer par la force sur le trône des Romains d'Orient, il inaugure un règne souvent violent et répressif, qui commence par l'exécution de Maurice et de tous ses fils le 27 novembre, à Chalcédoine, plus précisément au port d'Eutropios. Héraclius, le successeur de Phocas, pourrait avoir élevé un mémorial en l'honneur de Maurice à l'endroit de son exécution. Son corps aurait été décapité, sa tête exposée aux yeux de tous et son corps jeté dans le Bosphore, bien que sa femme ait pu récupérer ses restes pour les faire enterrer. En effet, Constantina et ses filles sont un temps épargnées et reléguées dans un monastère, avant d'être exécutées à leur tour vers 605, pour conspiration contre Phocas. Tous ont peut-être été inhumés au sein du monastère de Saint-Mamas, fondé ou patronné par Maurice et sa famille. Si Théodose ne semble pas avoir atteint la cour des Sassanides, Khosro saisit malgré tout l'occasion et, prétextant venger son ancien protecteur, ouvre les hostilités avec Phocas, lançant la dernière et la plus violente période de la longue histoire des guerres byzantino-perses.
La séquence des événements qui mènent à la chute violente de Maurice a longuement retenu l'attention des historiens. Elle découle largement d'un climat ambiant de mutineries au sein de l'armée, souvent limitées à une zone géographique mais qui trouvent leur racine dans une insatisfaction toujours plus grande au sein de la troupe. Walter E. Kaegi note que si les causes de ces crises répétées ne sont pas entièrement dues à Maurice, et viennent en bonne partie des difficultés profondes que connaît l'Empire d'Orient, il estime malgré tout que l'empereur ne parvient pas à les corriger durant son règne. Il contribue même à les accroître. Il rajoute que la stabilité politique durable qu'a connu le monde byzantin jusque-là a certainement endormi la méfiance de Maurice. Or, en Thrace plus qu'en Orient, une révolte a de plus grandes chances de menacer directement Constantinople, surtout après le transfert des troupes qui combattaient les Sassanides et qui ont eu l'occasion de manifester un esprit séditieux à quelques occasions. Enfin, cet état d'indiscipline chronique a pu être amplifié par l'instabilité à la tête des armées, où les commandants ont parfois montré des difficultés à imposer leur autorité, quand ils ne sont pas carrément revenu sur certaines consignes pour éviter une rébellion ouverte. A Constantinople, des signes de dissensions au sein de l'entourage de Maurice ont aussi pu fragiliser sa position. La mort de Domitien, son proche conseiller, a peut-être attisé les ambitions tandis que des désaccords entre Maurice et sa femme, ainsi qu'entre Maurice et Philippicus ont aussi été rapportés. Ces tensions au sein même de la capitale ont rendu la position de Maurice très précaire. En un certain sens, l'année 602 marque donc un tournant dans l'histoire politique byzantine. Si les rébellions n'ont pas attendu cette date pour se manifester, elles deviennent désormais un moyen de s'imposer sur le trône, ce qui va se vérifier à de multiples reprises dans les décennies voire les siècles à venir.

### Politiques provinciales

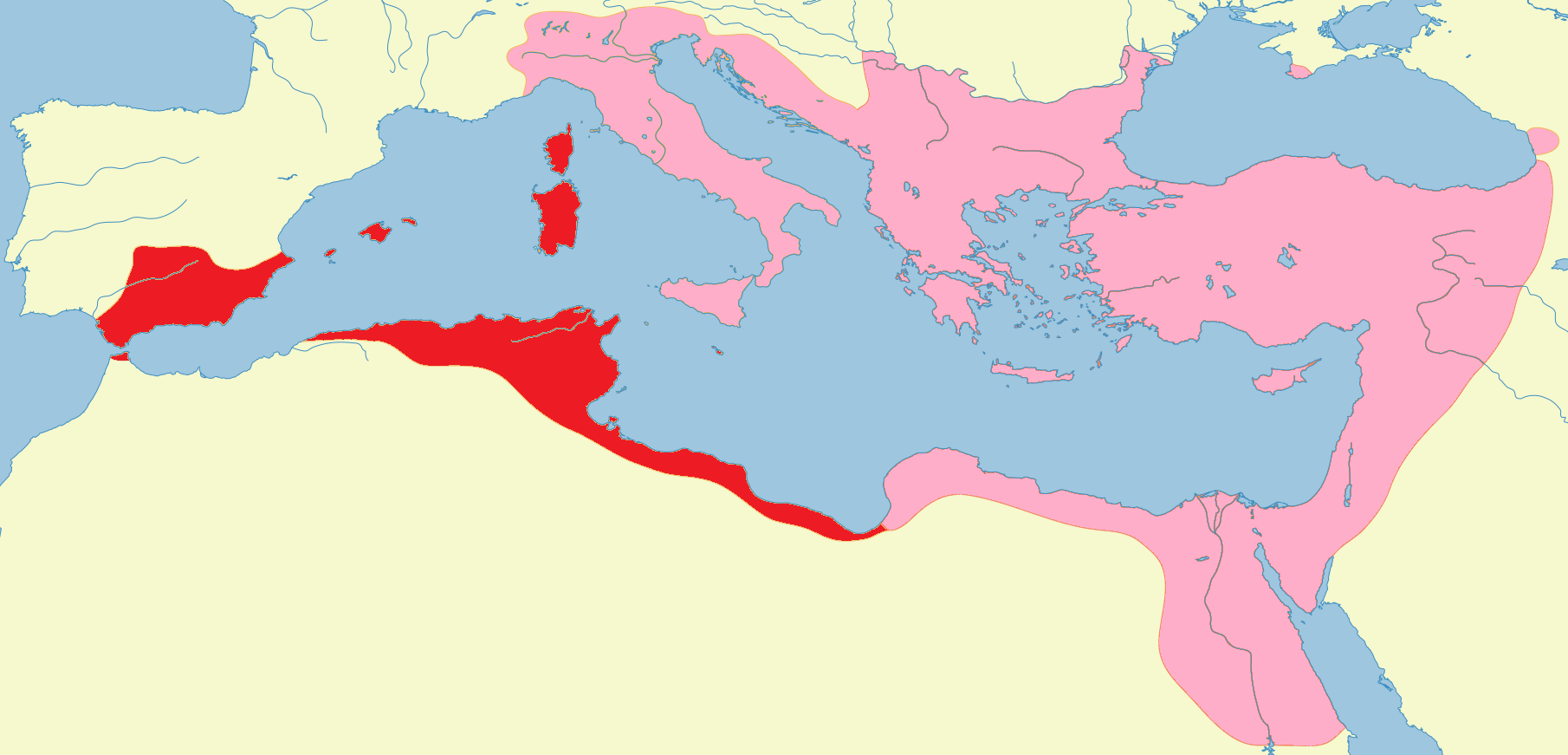
En rouge, le domaine contrôlé par l'exarque de Carthage.

En Occident, Maurice se distingue par la restructuration des provinces reconquises par Justinien, c'est-à-dire l'Italie et l'Afrique du Nord. Il en fait des exarchats dirigés par un gouverneur, l'exarque, qui cumule à la fois des fonctions civiles et militaires. C'est là un tournant qui s'inscrit dans la tendance générale de l'administration byzantine à mettre fin à la séparation des rôles civil et militaire héritée du Bas Empire. Territorialement, cette dichotomie s'incarne dans la coexistence des préfets du prétoire aux fonctions civiles et des maîtres des milices, commandants militaires. Justinien a déjà ponctuellement créé des postes de gouverneur unique mais Maurice va plus loin puisque ce sont désormais deux circonscriptions de grande taille qui sont créées. Elles doivent assurer une meilleure gestion de ces territoires périphériques menacés par les Lombards pour l'Italie et par les Maures pour l'Afrique. L'exarque de Ravenne, créé vers 584-585 recouvre l'ensemble de l'Italie continentale encore contrôlée par l'Empire, autour des villes de Ravenne et de Rome, la côte de la Ligurie, l'enclave de Naples, le sud de la péninsule, ainsi que la Sicile, tandis que l'exarque de Carthage, qui apparaît en 591, a autorité sur l'Afrique du Nord tenue par l'Empire et les régions excentrées de l'Espagne byzantine, des îles Baléares, de la Sardaigne et de la Corse. Gennadios, le premier exarque, se distingue par ses succès contre les Maures et la pacification de la région. Son successeur est Héraclius l'Ancien, le père du futur empereur Héraclius. Les deux exarques s'ajoutent aux principales autorités de l'Empire, par leur contrôle sur des espaces importants et par leurs compétences étendues des affaires publiques.

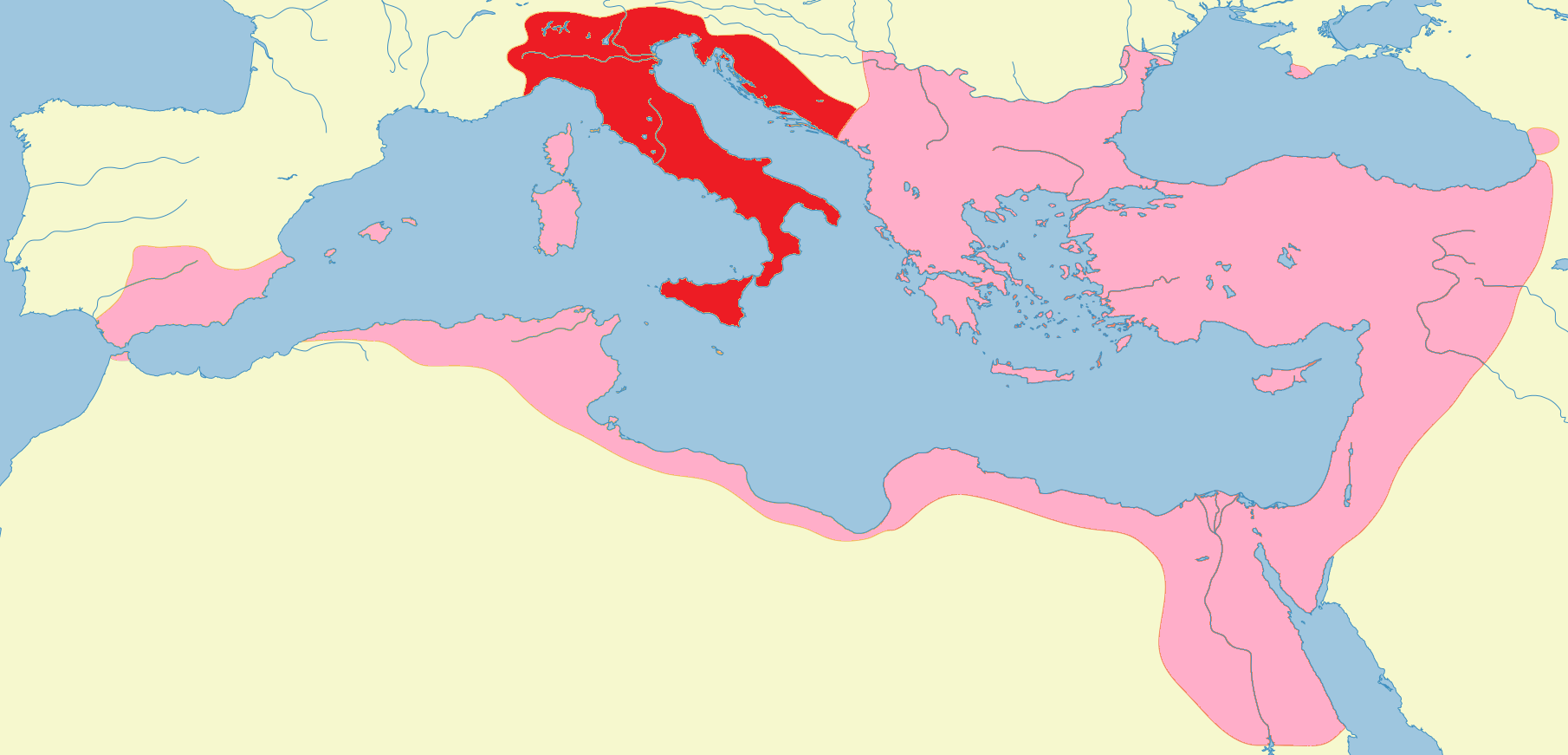
Carte approximative de l'exarchat de Ravenne. La réalité du contrôle byzantin sur la Dalmatie et de larges portions de la péninsule est alors, au mieux, nominale.

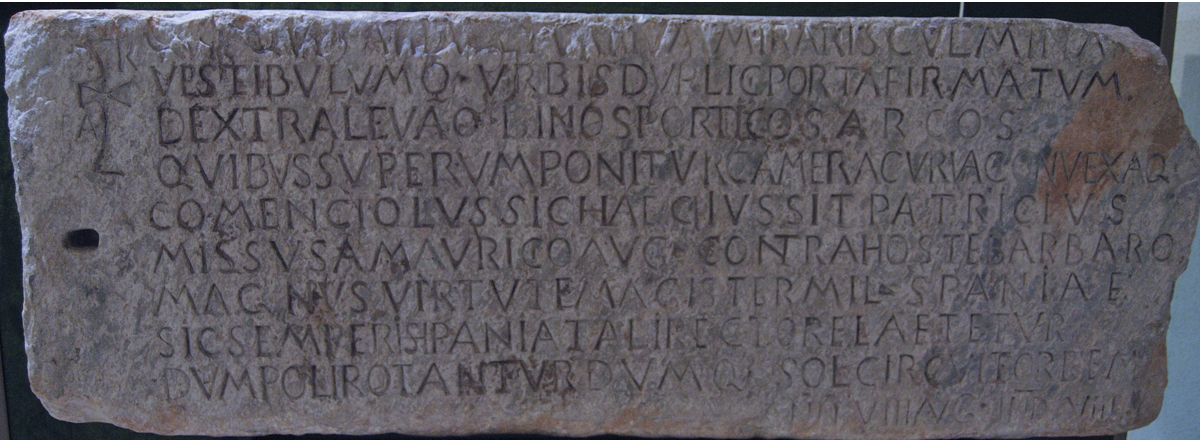
Vestige archéologique de Carthagène mentionnant le patrice Comentiolus. Le texte : Qui que vous soyez, admirez la hauteur remarquable de ces tours, l'entrée de la ville, fortifiée par une double porte, et, à droite et à gauche, les deux portiques et les arcs auxquels se superpose une chambre courbe et convexe. Le patrice Comentiolus, envoyé par l’empereur Maurice contre les barbares, fit ainsi toutes ces choses. Général de l’armée d’Hispanie, et grand par son courage, ainsi l’Hispanie se réjouira toujours pour un tel souverain, aussi longtemps que les pôles tournent et le soleil tourne autour de l’orbe [la Terre]. Année VIII d’Auguste. Indiction VIII. (années 589-590).

En dépit de cette évolution, la domination byzantine en Italie demeure largement entamée par les Lombards. En 584, Décio, qui pourrait être le premier exarque, répond à une demande d'aide du pape en lui indiquant qu'il n'a que les moyens de défendre la région de Ravenne. Dans les années 590, l'exarque Romanus obtient quelques succès et reprend plusieurs villes comme Modène, Parme ou Piacenza, grâce à une alliance avec le roi d'Austrasie Childebert II qui attaque les Lombards à revers. Mais il a des relations exécrables avec le pape Grégoire Ier qui lui reproche son manque d'assistance face aux Lombards qui menacent Naples et parfois Rome. Grégoire va jusqu'à faire appel à l'empereur mais il essuie là aussi un refus. Maurice semble alors peu disposé à déployer des forces dans la péninsule alors qu'il combat les Slaves et les Avars dans les Balkans, ce qui explique en partie les relations difficiles entre le pape et l'empereur. Grégoire Ier se plaint régulièrement du manque de volonté de l'exarque de conclure une paix qui mettrait un terme au danger que font peser les Lombards sur Rome. En 594, le roi des Lombards Agilulf l'assiége alors que Romanus a retiré une bonne partie des maigres troupes romaines pour les déployer en d'autres endroits et Grégoire finit par négocier une trêve séparée. Callinicus, qui remplace Romanus vers 596, se montre plus conciliant et accepte une paix armée avec Agilulf en 598. L'accord fait des Lombards les souverains légitimes des régions qu'ils occupent, ce qui entérine les pertes territoriales des Byzantins. Finalement, dans les dernières années du règne de Maurice, la paix est rompue par Callinicus qui capture les filles d'Agilulf et s'expose, en retour, aux raids des Lombards.
L'Espagne byzantine, loin de Constantinople, ne bénéficie que d'une attention résiduelle du pouvoir. Maurice semble avoir été attentif à y maintenir la présence impériale et pourrait y avoir envoyé l'important général Comentiolus comme gouverneur pour y restaurer les murailles de Carthagène. Confronté aux ambitions de Léovigild, il ne soutient que mollement le prétendant Herménégilde et finit par le lâcher. S'il perd un peu de terrain, il parvient à un statu quo avec son successeur Récarède.
Enfin, des interactions notables sont rapportées entre le monde romain oriental et la Gaule, alors dominée par le royaume franc. Maurice noue une alliance fragile avec Childebert II et lui verse une importante somme d'argent en échange de la promesse d'assauts contre les Lombards mais le roi franc rechigne à plusieurs reprises avant de lancer quelques attaques vers 590. L'empereur soutient financièrement les prétentions au trône de Gondovald, un bâtard de Clotaire Ier exilé à Constantinople depuis plusieurs années. Il semble en mesure de s'imposer mais il est finalement tué en 585. Des historiens y ont parfois vu une tentative de Maurice de pénétrer dans l'ancienne Gaule mais un tel dessein est peu probable,. Walter Goffart a surtout souligné le pragmatisme de Maurice dans sa politique occidentale, jouant habilement des diverses rivalités internes en Espagne et en Gaule, d'abord pour maintenir la présence impériale dans la péninsule ibérique, ensuite en favorisant les intérêts byzantins parmi les Francs, qui peuvent servir d'alliés face aux Lombards. D'autres historiens comme Bruno Dumézil y voient plutôt les limites de l'influence impériale sur ces territoires éloignés, se contentant de soutenir des prétendants parfois peu légitimes. De même, quand Maurice reçoit un ambassadeur du souverain franc Thibert II en 600, dans le cadre d'une alliance possible avec les Avars, il ne peut répondre favorablement à la demande franque d'une rétribution financière, démontrant les limites économiques d'un Empire de plus en plus exsangue.

### Politique religieuse

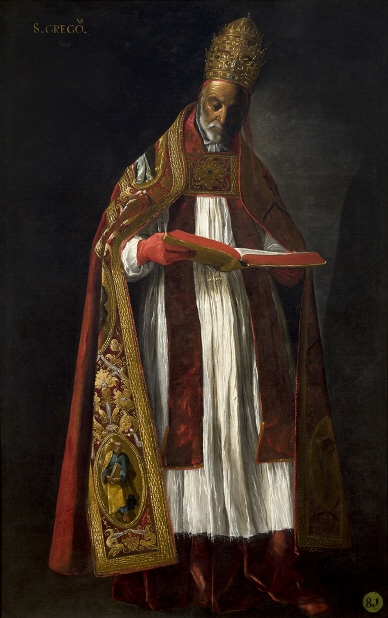
Saint Grégoire le Grand
de Francisco de Zurbarán (1626-1627),
musée des Beaux-Arts de Séville.

À l'époque de Maurice, l'Empire byzantin est régulièrement secoué par des controverses théologiques entre différentes branches du christianisme, en particulier entre les Chalcédoniens, qui reconnaissent le concile de Chalcédoine et les monophysites, principalement présents en Syrie, en Palestine ou en Égypte. Les empereurs hésitent sur la marche à suivre et alternent conciliation et répression à l'égard des monophysites. Quelques éléments témoignent d'une politique répressive de Maurice, en particulier le massacre de quatre cents monophysites à Edesse. La lutte contre le paganisme est aussi poursuivie sous son règne, même si certains témoignages critiquent une propension de Maurice à la tolérance envers les païens. Ainsi, il faut une vive insistance du clergé pour qu'il consente à faire exécuter Paulinus, suspecté de sorcelleries païennes. Néanmoins, plusieurs personnages parfois haut placés sont exécutés pour paganisme, tel le gouverneur de Carrhae Acindynus. Dans l'ensemble, c'est surtout dans les dernières années de sa vie que Maurice se révèle moins indulgent envers les minorités religieuses. Il autorise ainsi Domitien de Mélitène à mettre à mort quatre cents monophysites en 598-599. Michael Whitby émet l'hypothèse qu'il est alors désireux d'assurer son salut par une politique religieuse plus ferme. À l'extérieur de l'Empire, il obtient l'adhésion de l'église de Géorgie et d'une partie de l'église arménienne aux principes du concile de Chalcédoine. Il fixe la date de la fête de la Dormition de la Vierge au 15 août. Dans sa pratique personnelle, Maurice montre régulièrement sa religiosité. Il aurait dormi dans des églises avant toute expédition militaire d'importance, célébrant les victoires par des cérémonies religieuses. Il fréquente aussi Théodore de Sykéon, le grand mystique de la fin du VIe siècle et se montre en grand amateur de reliques. Pour Whitby, ces manifestations de dévotion qui sont peut-être exagérées par les chroniqueurs de l'époque sont aussi un moyen d'assurer son pouvoir.
Maurice est impliqué dans la dispute opposant le pape et le patriarche de Constantinople sur l'usage du terme œcuménique. L'évêque de Rome estime être le seul à pouvoir jouir de ce titre, qui lui confère une primauté sur les autres patriarches, mais le patriarche de Constantinople Jean IV le Jeûneur le revendique aussi. De manière générale, Maurice a des relations difficiles avec le pape Grégoire Ier et les deux hommes n'arrivent pas à s'accorder sur plusieurs questions, comme l'organisation ecclésiastique dans les Balkans ou en Espagne ou l'attitude envers les Lombards. Si Maurice plaide pour l'offensive, le pape est plus conciliant afin de réduire la menace qui pèse sur Rome. Ces divergences expliquent l'accueil chaleureux que réserve Grégoire à Phocas quand celui-ci renverse Maurice en 602. Elles sont aussi le signe de l'éloignement grandissant entre Rome et Constantinople puisque le pontificat de Grégoire voit l'émergence d'une autonomie réelle de la région romaine, contrainte de s'organiser elle-même, notamment pour assurer sa défense.

### Pratique du pouvoir

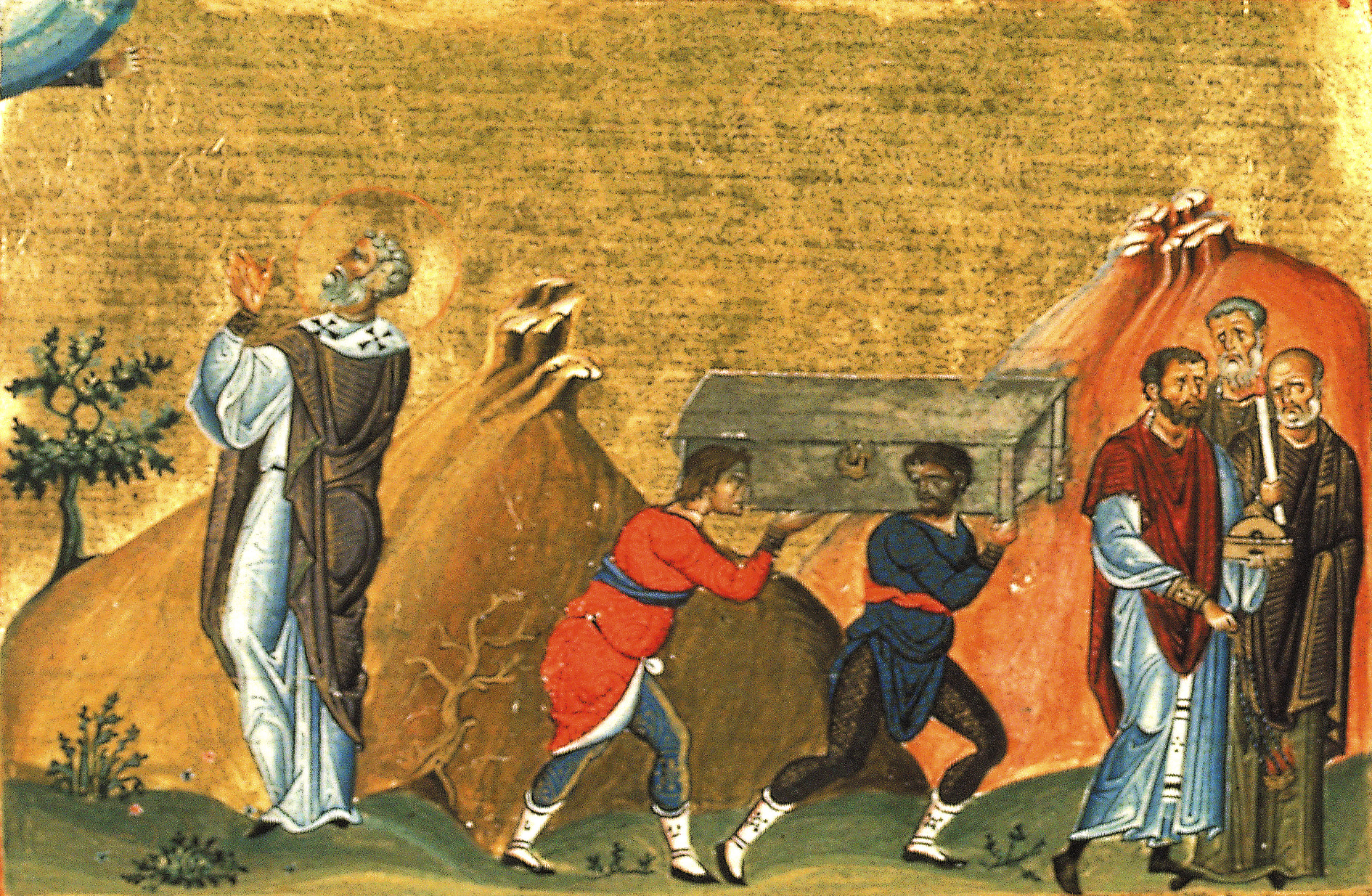
L'enterrement de Domitien de Mélitène, l'un des plus proches conseillers de Maurice, selon le Ménologe de Basile II.

L'entourage de Maurice comprend un certain nombre de dignitaires importants, notamment issus de sa famille. C'est là une pratique courante des empereurs romains d'Orient, même s'il la pousse assez loin. Il nomme son père chef du Sénat byzantin. Il est proche de son cousin Domitien, évêque de Mélitène, qu'il envoie en ambassade auprès des Perses et qui contribue à l'alliance décisive avec Khosro. Son frère Pierre, nommé à la dignité de curopalate, occupe des postes militaires de premier plan, avec des fortunes variées puisqu'il échoue à contrôler le début de rébellion en 602. Son beau-frère Philippicos peut encore être cité, puisqu'il devient comte des Excubites au début du règne de Maurice, ainsi que d'autres postes militaires élevés. Parfois trop généreux envers sa famille, ce favoritisme accentue le jugement en avarice qu'il subit. Il s'appuie aussi sur un certain nombre de généraux, dont les plus éminents sont sûrement Priscus et Comentiolus, même si Théophylacte Symocatta a tendance à rabaisser leur valeur. Dans sa pratique du gouvernement, Evagre loue sa faible disponibilité, qui contraste avec celle de Justinien, parfois considérée comme excessive.
L'administration civile de Maurice est beaucoup moins connue. Un nouveau poste dans l'administration financière, le logothète, est mentionné sous son règne, sans qu'il soit possible de définir sa compétence exacte, mais il témoigne du désir de Maurice d'agir sur les finances publiques. Il paraît aussi vouloir lutter contre certains défauts de son administration, comme la corruption. Il charge ainsi un certain Léontius d'enquêter sur des pratiques délictueuses de certains dignitaires en Italie et en Sicile. Il semble s'être appuyé sur les deux Factions des Bleus et des Verts, notamment cette dernière en nommant certains membres dans son administration mais leur soutien est versatile. En 602, elles finissent par se retourner contre lui, y compris les Verts qui semblent avoir accumulé les griefs contre l'administration de Maurice, en particulier envers Constantin Lardys. Pour autant, comme l'a souligné Alan Cameron, elles ne jouent pas un rôle décisif dans le renversement de Maurice,. L'un des aspects fondamentaux de son gouvernement est sa volonté d'assainir les finances publiques, que la politique dispendieuse de Tibère II Constantin ont affaibli. De manière frappante, il se nomme au consulat à la fin de l'année 583, pour s'exonérer de l'organisation coûteuse de jeux et de divertissements associés à l'événement. Il tente vraisemblablement de réduire la paie des soldats et obtient progressivement une réputation d'avarice et une impopularité de plus en plus grande.
Comme ses prédécesseurs depuis Justinien, il entreprend plusieurs constructions mais les difficultés financières de l'Empire restreignent ses ambitions. Il termine certaines constructions entreprises par Tibère, notamment le palais de Bryas. Il fait surtout bâtir des édifices religieux, dont une église dédiée à Saint-Georges et une autre proche du quartier des Blachernes. Il lui est aussi souvent attribué, sans certitudes, l'élévation de l'icône du Christ sur la façade de la Chalkè, l'entrée solennelle du Grand Palais. Selon certaines sources comme Jean d'Ephèse, il aurait été excessivement généreux pour Arabissos, son lieu de naissance, qui aurait bénéficié de constructions et de privilèges, accroissant l'impopularité de Maurice dans le reste de l'Empire. D'autres constructions plus modestes ou des réparations lui sont attribuées, comme la restauration du palais de Sophia pour sa belle-mère Anastasia, un arsenal à l'extérieur des murailles de Constantinople, proche du fond de la Corne d'Or et la réparation d'aqueducs. S'il semble avoir été plus frugal en matière de représentations impériales, des statues de sa famille sont probablement érigées sur la façade de la Chalkè. Enfin, il pourrait avoir détruit quelques bâtiments ou sculptures, souvent d'origine païenne.
Certains événements témoignent des difficultés internes de l'Empire d'alors, même si la collecte historique à leur propos s'avère difficile. Un séisme frappe Constantinople en 583, de même que Arabissos quelques années plus tard et l'Egypte connaît des troubles qui perturbent l'annone, le transport de grains à Constantinople. Jean de Nikiou mentionne aussi une recrudescence de la piraterie autour de Chypre tandis que Constantinople est régulièrement agitée par des troubles d'ampleur variée.
Un dernier point notable du gouvernement de Maurice est l'organisation de sa succession. En 597, alors qu'il tombe malade, il livre une forme de testament politique, dans lequel il prévoit de diviser l'Empire d'Orient en deux parties au moins. Celle à l'est, centrée sur Constantinople, serait gouvernée par son fils aîné, Théodose, tandis qu'à l'ouest, Tibère régnerait à Rome sur les possessions occidentales de l'Empire, soit l'Italie, l'Afrique byzantine et les îles de l'ouest de la Méditerranée jusqu'à la côte andalouse. Si ce projet n'a jamais pu se concrétiser du fait du renversement de Maurice, il fait  écho aux pratiques remontant à Dioclétien de division de l'Empire romain pour en améliorer la gouvernance.

### Politique législative
Plusieurs mesures prises par Maurice, en particulier dans le domaine militaire, nous sont parvenues, qui témoignent du désir de l'empereur de consolider un appareil militaire sous tension. Si Maurice chute à la suite d'une révolte militaire consécutive à un mécontentement fort de la troupe, il n'est pas insensible à la condition des soldats et promulgue un édit pour améliorer la condition des invalides, tout en rétablissant le principe de conférer un lopin de terre aux soldats démobilisés,. De même, dans un souci apparent de protéger les enfants de soldats morts au combat, il permet à l'un des fils de rentrer dans l'armée au grade équivalent à celui de son père, ce qui ne doit pas être interprété comme une mesure imposant un service militaire héréditaire. Ernst Stein a parfois vu dans les mesures de Maurice un tel dessein mais il semble peu probable. Si un passage du Stratégikon mentionne le tir à l'arc comme une pratique s'imposant au plus grand nombre, il s'agit plutôt des recrues que de l'ensemble des jeunes Byzantins. Il est malgré tout attentif à maintenir tant bien que mal les effectifs de l'armée en interdisant le passage d'une fonction d'État à une fonction religieuse, pour les soldats en service et les fonctionnaires endettés auprès du Trésor, ce que conteste le pape.
Le cruel besoin de liquidités auquel fait face l'Empire pourrait expliquer l'une de ses dispositions qui consiste à faire passer l'impôt en grain payé par l'Egypte en une taxe redevable en or.

## Union et postérité

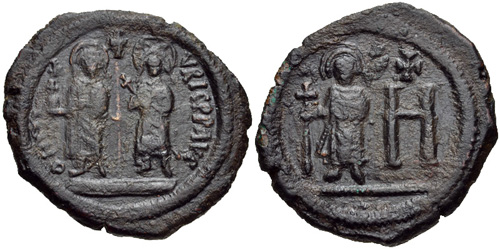
Follis de bronze découvert à Cherson, représentant Maurice aux côtés de son épouse, Constantina et Théodose, seul sur l'autre face. Maurice tient une orbe crucigère ainsi qu'un sceptre, tous deux symboles d'autorité.

Maurice a épousé Constantina, la fille de son prédécesseur Tibère II Constantin et d'Ino Anastasia.
De leur union sont issus :
- Théodose (4 août 583-après le 27 novembre 602), associé au trône le 26 mars 590, il épouse la fille du patrice Germanus. À sa naissance, il semble que les deux Factions des Bleus et des Verts ont plaidé chacune pour un nom différent : Justinien pour les Bleus, favoris du défunt empereur, et Théodore pour les Verts. Maurice aurait choisi la seconde option en référence à Théodose II, dernier empereur né dans la pourpre[130] ;
- Tibère, décapité le 27 novembre 602, dont le nom pourrait faire référence au prédécesseur de Maurice[131] ;
- Pierre, décapité le 27 novembre 602 ;
- Paul, décapité le 27 novembre 602, probablement en référence au père de Maurice[131] ;
- Justin, décapité le 27 novembre 602 ;
- Justinien, décapité le 27 novembre 602. Le choix des noms des deux derniers fils de l'empereur pourrait être une manière de rattacher la lignée de Maurice à celle de Justinien, particulièrement prestigieuse et, possiblement, une façon de se concilier la faction des Bleus[131].

et plusieurs filles dont :
- Anastasie (décédée vers 605) ;
- Théoctiste (décédée vers 605) ;
- Cléopâtre (décédée vers 605) ;
- Marie (Miriam), épouse supposée de Khosro II, empereur sassanide, selon les Chroniques de Michel le Syrien. Elle est néanmoins absente des récits byzantins et semble être une figure légendaire, peut-être basée sur l'existence d'une maîtresse byzantine qui aurait entretenu une relation avec le souverain perse[132].

## Historiographie et postérité

### Historiographie

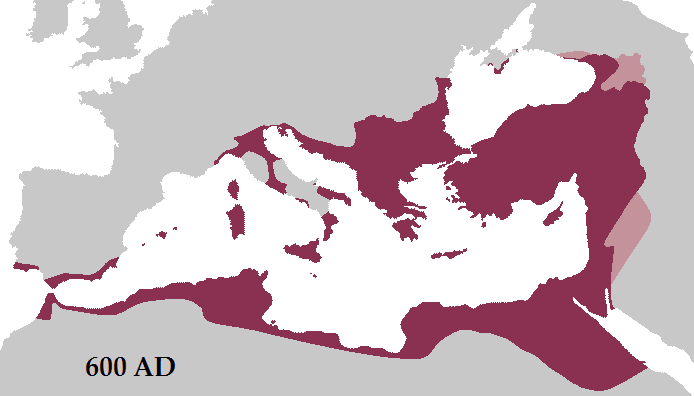
L'Empire byzantin au moment de la mort de Maurice. L'Italie est déjà en bonne partie perdue, tandis que la frontière du Danube est fragile.

Si Maurice est profondément impopulaire au moment de sa mort, du fait des difficultés structurelles d'un Empire dont les finances sont fragiles et l'effort militaire constant, les chroniqueurs ultérieurs lui sont généralement favorables. Son règne est alors le contraste de celui de son successeur, largement considéré comme calamiteux. Pour autant, les premiers auteurs qui écrivent sous Héraclius sont aussi sensibles à ne pas faire de l'ombre à l'empereur régnant et Maurice, s'il est en quelque sorte réhabilité, apparaît aussi à l'aune de son échec final, celui d'un empereur qui finit par chuter. Dans ses Considérations sur les causes de la grandeur des Romains et de leur décadence, Montesquieu reprend l'argument de l'avarice, inconcevable pour un grand prince et qui ternit ses vertus. Pour lui, sa chute ouvre les débuts de l'Empire grec, dont « l'histoire n’est plus qu’un tissu de révoltes, de séditions et de perfidies ». Plus prolixe, Edward Gibbon note que quelques fautes le placent en dessous de son prédécesseur mais écrit : « Son maintien froid et réservé pouvait être attribué à l’arrogance, sa justice n’était pas toujours exempte de cruauté, sa clémence de faiblesse, et son économie rigoureuse l’exposa trop souvent au reproche d’avarice ; mais les vœux raisonnables d’un monarque absolu doivent tendre au bonheur du peuple. Maurice était doué du discernement et du courage nécessaires pour les accomplir, et son administration fut dirigée par les principes et l’exemple de Tibère. ».
Coincé entre la gloire du règne de Justinien et le tournant de celui d'Héraclius, le règne de Maurice a parfois souffert d'un certain désintérêt. Les historiens modernes sont assez unanimes sur les mérites de Maurice, général de talent qui parvient habilement à rétablir une paix favorable en Orient et semble sur le point de sauvegarder la frontière danubienne. Georg Ostrogorsky estime qu'il « compte parmi les souverains les plus remarquables de Byzance » et que « son règne marque une étape importante dans l'évolution de l'État bas-romain sénile vers la nouvelle et vigoureuse organisation qui sera celle de l'empire byzantin médiéval ». Louis Bréhier souligne la sagesse de Maurice et ses qualités remarquables, homme de guerre, lettré, bon administrateur, plein d’humanité et soucieux de venir en aide aux nécessiteux mais dont les volontés d'économies ont été interprétées comme de l'avarice et qui s'est privé d'hommes capables à des postes stratégiques, au profit de ses parents. Ce népotisme demeure une des critiques fortes émises à l'endroit de Maurice, dont le règne, pour certains historiens, est un échec. C'est l'avis de Shlosser qui a produit une monographie sur l'empereur. D'autres historiens comme Warren Treadgold estiment que son volontarisme a confiné à la rigidité, favorisant l'émergence d'une mutinerie victorieuse. Plus largement, le règne de Maurice est à analyser dans la période de mutation que connaît le monde romain et oriental à cette époque. À la suite de l'épopée justinienne, les empereurs byzantins doivent se confronter aux réalités d'un Empire affaibli par une crise économique et démographique qui met en péril sa stabilité. Si Maurice parvient à peu près à maintenir l'édifice en place, sa mort ouvre une période de profonds bouleversements, marquant la fin de la période romaine classique pour Arnold H.M. Jones, ce qui explique qu'elle serve parfois de bornes chronologiques aux études byzantines.

### Personnage de légendes et de l'épique balkanique

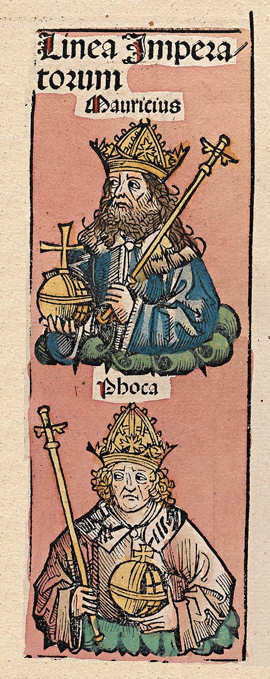
Maurice et Phocas représentés dans la Chronique de Nuremberg.

Les premiers récits légendaires sur la vie de l'empereur Maurice sont constatés au IXe siècle dans l'œuvre de l'historien byzantin Théophane le Confesseur. Selon sa chronique (Chronographia), la mort de la famille impériale est décidée par une intervention divine ; le Christ a demandé a l'empereur de choisir entre un long règne sur son empire ou la mort et son acceptation dans le royaume céleste. Maurice fit le second choix.
La même légende est rapportée par une courte hagiographie syriaque sur la vie de l'empereur, sanctifiée plus tard par l'église orthodoxe grecque. Selon les auteurs syriaques, l'empereur demandait dans ses prières de recevoir un châtiment dans ce monde et une « récompense parfaite » dans le royaume des cieux. Le choix est proposé ici par un ange :

« (L'ange) le vit tandis qu'il faisait l'office et lui dit « Tu as fatigué Dieu par ta prière depuis longtemps. Tu demandes à Dieu et tu requiers de souffrir ici (bas) la punition du péché à cause duquel tu ne serais pas digne du degré parfait, et de ne pas être privé à cause de lui du bien parfait. Je puis te témoigner que tu as tel péché qui te prive du degré supérieur ; tu auras cependant part avec les saints. Si tu veux conserver ton royaume et la vie de tes enfants pendant longtemps, cesse d'adresser cette demande, et, à la résurrection, ta récompense sera celle des justes. Si tu veux la récompense la plus élevée et être puni ici-bas, voici quelle sera ta punition : « tu seras privé de ton royaume, tes enfants seront massacrés sous tes yeux et, à la fin, tes ennemis te brûleront. Choisis donc ce que tu veux. »

Selon une autre légende du même texte, Maurice aurait aussi empêché une nourrice de substituer son propre fils à l'un de ses enfants pour sauver ainsi du bourreau au moins un des héritiers de l'Empire.
Cette légende n'a de cesse de s'amplifier dans les Balkans. Maurice est en fait le dernier empereur rattaché à une dynastie illyrienne dont l'origine est dans le centre des Balkans, dans la ville de Justiniana Prima, et les peuples de la région se sont identifiés avec sa famille. Des auteurs roumains ont remarqué des parallèles entre les récits légendaires sur la mort du prince Constantin II Brâncoveanu, et les récits sur la mort de la famille impériale byzantine. Juste avant l'exécution, la nourrice tzigane du fils cadet de Brâncoveanu, remplace le jeune prince par son propre fils pour sauver au moins un héritier de la famille princière, et le souverain roumain refuse.
La proposition de l'ange à l'empereur pour choisir entre la vie en ce monde et la vie dans le royaume des cieux ainsi que le motif de la mort des neuf princes sont récurrents dans la tradition épique des montagnards albanais, monténégrins et bosniaques. Le personnage central du Cycle des Kreshnik albanais, Gjeto Muji (Muji l’enfant trouvée), sa femme Ajkuna, ou Kuna, selon les chansons, reflètent pour les folkloristes albanais, les noms et l'histoire de l'empereur Maurice et sa femme Constantina. Les neuf Tibères sont remémorées dans les chansons albanais comme les neuf dibrans. De même, dans l'épopée monténégrine le prince légendaire Nahod Momir (Momir l'enfant trouvée) et sa sœur Grozdana se réfèrent à l'empereur et sa sœur Gordia. L'épithète épique « l'enfant trouvée » reflète l'épisode de l'adoption de Maurice par l'empereur Tibère, et par la dynastie impériale de Justin. Dans l'épopée bosniaque, l'empereur est appelé Mouio Tcarevitch (Mouio le fils de l'empereur).
Dans un tout autre registre, la survie d'un des fils de Maurice est aussi le prétexte à la tragédie de Corneille intitulée Héraclius, dans laquelle le personnage d'Héraclius qui s'oppose au tyran Phocas est le fils caché du défunt empereur.

### Maurice et le Stratégikon
L'empereur Maurice est étroitement lié au manuel de stratégie militaire dont il a parfois été considéré comme l'auteur : le Stratégikon. Sa postérité dans l'art militaire le classe parmi les grands ouvrages en la matière. Il décrit en détail les tactiques de l'armée byzantine dans douze livres distincts et s'intéresse de près aux pratiques et stratégies des peuples avec lequel l'Empire est en guerre, comme les Lombards ou les Avars. Néanmoins, une part de mystère entoure l'ouvrage. Sa date n'est pas précisément connue mais il remonte avec certitude aux environs de l'an 600, probablement entre 575 et 628. Son auteur est encore plus difficile à identifier. S'il est attribué à Maurice, il est plus probable qu'il en ait simplement été le commanditaire, sa rédaction pouvant être le fait d'un ou de plusieurs généraux, dont peut-être son propre frère, Pierre ou encore Philippicus. Pour certains historiens, l'auteur serait plus tardif, datant plutôt d'Héraclius. Quoi qu'il en soit, il s'appuie largement sur les faits militaires de l'époque de Maurice et en tire un ensemble de leçons à appliquer en matière de stratégie militaire.